# Bajiao Amusement Park
Bajiao Amusement Park (in cinese: 八角游乐园站S, Bājiǎo yóulèyuán zhànP) è una stazione della linea 1 della metropolitana di Pechino.
A partire dal 2 giugno 2025, la stazione di Bajiao Amusement Park è chiusa per lavori di ristrutturazione al fine di consentire il collegamento con la diramazione della linea 1.

## Storia
La stazione entrò in servizio il 7 novembre 1971, quando il tratto operativo della prima fase della metropolitana di Pechino venne esteso dalla stazione di Pechino a Guchenglu (oggi Gucheng). In origine, la stazione si chiamava Bajiaocun (八角村S, BājiǎocūnP) ma nel 1986, con la costruzione del parco divertimenti Bajiao (oggi parco divertimenti Pechino Shijingshan), venne rinominata con il nome attuale.
Nel 2007, nella stazione furono installati i tornelli automatici per il controllo degli accessi. Tuttavia, poiché lo spazio sotterraneo disponibile non era sufficiente per i lavori di ristrutturazione, vennero costruiti due nuovi atri sopraelevati, uno a nord e uno a sud, mentre gli ingressi originali furono chiusi.

### Sviluppi futuri
Il progetto della diramazione della linea 1 sarà collegato alla linea principale tramite la stazione di Bajiao Amusement Park, aspetto che rende necessari lavori di ristrutturazione e ampliamento della stessa. Secondo la seconda consultazione pubblica sulla valutazione di impatto ambientale del progetto, pubblicata nell’ottobre 2023, presso questa stazione verrà costruita una nuova banchina per la diramazione della linea 1. La nuova struttura si integrerà con l’attuale banchina, formando una configurazione a doppia isola con quattro binari.
Il 18 gennaio 2024 sono iniziati i lavori di costruzione della diramazione della linea 1 e il capolinea di questa nuova tratta sarà la stazione di Bajiao Amusement Park.
A partire dal 2 giugno 2025, e fino al 3 maggio 2027, la stazione è chiusa al pubblico per lavori di ampliamento e per consentire l'interscambio con la nuova diramazione.

## Posizione
La stazione di Bajiao Amusement Park è situata nel sottodistretto Lugu, afferente al distretto Shijingshan della città di Pechino, nella periferia occidentale della capitale. La stazione è stata costruita all'incrocio tra Shijingshan Road e West 5th Ring Road, confinante con il versante interno del quinto anello autostradale della città.

## Struttura e impianti
La stazione di Bajiao Amusement Park è organizzata in due piani, uno sul livello stradale e uno sotterraneo. Al piano superficiale è stato costruito l'atrio, con le biglietterie automatiche e il punto informazioni, mentre al primo piano interrato vi sono le banchine dei treni, organizzate secondo una struttura a banchine laterali e un binario per senso di marcia. Una particolarità della stazione è l'assenza di un corridoio di collegamento tra le due banchine all'interno dell’atrio. Ciò significa che, per cambiare direzione, i passeggeri devono uscire e rientrare dalla stazione attraverso l’ingresso opposto, oppure salire su un treno nella direzione sbagliata e cambiare alla fermata successiva. Questa configurazione rende la stazione di Bajiao Amusement Park un caso unico in tutta la rete metropolitana di Pechino.
La stazione dispone di 2 ingressi, indicati con le lettere A e B, i quali dispongono entrambi di supporti per l'ingresso di persone con disabilità motorie. Prima dei lavori di ristrutturazione avvenuti nel 2007, la stazione disponeva di ulteriori due ingressi che si sommavano ai due attualmente esistenti, indicati con le lettere A1 e B1.

## Servizi
La stazione dispone di:
- Accessibilità per portatori di handicap (solo uscite B e D)
- Emettitrice automatica biglietti
- Servizi igienici
- Sportello automatico
- Stazione video sorvegliata
- Ufficio polizia

### Orari
Il primo treno lascia la stazione di Bajiao Amusement Park in direzione Universal Resort tutti i giorni alle 5:00, mentre l'ultimo che effettua tutta la tratta parte alle 22:54. Alcuni treni effettuano solo una parte della tratta della linea 1 − Batong, fermando alla stazione di Sihuidong, con l'ultimo treno che effettua servizio alle 23:36.
In direzione opposta, verso Gucheng, il primo treno effettua servizio alle 5:31 mentre l'ultimo alle 00:17.

## Interscambi
- Fermata autobus